# El Rio
|  | Per a altres significats, vegeu «Rio». |

El Rio és una població del Comtat de Ventura a l'estat de Califòrnia dels Estats Units d'Amèrica.

## Demografia
Segons el cens del 2000 El Rio tenia 6.193 habitants, 1.467 habitatges, i 1.273 famílies. La densitat de població era de 1.532,8 habitants/km².
Dels 1.467 habitatges en un 45,9% hi vivien nens de menys de 18 anys, en un 63,7% hi vivien parelles casades, en un 15,5% dones solteres, i en un 13,2% no eren unitats familiars. En el 10,6% dels habitatges hi vivien persones soles el 6,2% de les quals corresponia a persones de 65 anys o més que vivien soles. El nombre mitjà de persones vivint en cada habitatge era de 4,22 i el nombre mitjà de persones que vivien en cada família era de 4,31.
Per edats la població es repartia de la següent manera: un 33% tenia menys de 18 anys, un 11,2% entre 18 i 24, un 28,7% entre 25 i 44, un 16,6% de 45 a 60 i un 10,5% 65 anys o més.
L'edat mediana era de 29 anys. Per cada 100 dones de 18 o més anys hi havia 106,7 homes.
La renda mediana per habitatge era de 50.273 $ i la renda mediana per família de 56.339 $. Els homes tenien una renda mediana de 35.041 $ mentre que les dones 22.254 $. La renda per capita de la població era de 14.898 $. Entorn del 9,4% de les famílies i el 13,6% de la població estaven per davall del llindar de pobresa.

## Poblacions a prop
El següent diagrama mostra les poblacions més properes.